# José María Guerrero Torvisco
José María Guerrero Torvisco (15 de gener de 1977), boxador espanyol, nascut a Barcelona i resident en les poblacions de La Llagosta i Ripollet. Campió de Catalunya i Campió d'Espanya dels pesos supermitjos, Campió del Món Hispà i Subcampió de la Unió Europea en dues ocasions. Abans de la seva retirada com a boxejador va obtenir 1 Estrella AIBA. Actualment es colaborador en l'Equip Nacional de Boxa dins del Programa Nacional de Tecnificació Esportiva (PNTD).

## Biografia
En l'adolescència s'inicia en la boxa acompanyat pel seu pare. En 1993, realitza el seu primer combat de fons a la Sala Barçalles (Barcelona) contra el també boxejador amateur Abade.
Durant la seva etapa amateur recull diferentes èxits en els diferents BOXAM: Campionat de Catalunya Amateur Boxam (1993) (Campió), Campionat d'Espanya Júnior Boxam (1993) (Subcampió), Campionat d'Espanya pes Welter Boxam (1994) (Campió).
Gràcies a la seva trajectoria i victòries, el seleccionador nacional, Manuel Pombo, es fixa en ell i durant l'any 1994 ingressa en l'Equip Nacional de Boxa. L'estadia duraria 4 anys.
Dins l'impuls de la Selecció Espanyola de Boxa, continua la seva participació en campionats estatals i els amplia en Europa i en combats internacionals: Torneig Algesires «La línia» Boxam (1995) (Subcampió), Campionat de la Unió Europea Júnior (Siófok, Hongria) (1995) (Quarts), Torneig Triangular Tunísia (1995) (Campió), Campionat de la Unió Europea Júnior (Vejle, Dinamarca) (1996) (Preliminars).
L'entrenador i promotor Ricardo Sánchez Atocha el contracta en 1998 per a ser spàrring del mític Javier Castillejo, el boxador espanyol amb més títols mundials fins al moment.
L'any 2000, José María Guerrero obtè el títol de Campió del Món Hispà (WBC) contra Ricardo Simarra. Durant aquest any, realitza els següents combats: una vetllada a Mataró contra el iugoslau Nenad Stankovic; un combat en el Palau dels esports de Barcelona contra Rafael Arias; i comparteix cartell amb Poli Díaz en el Palau Municipal d'Esports de Ripollet Joan Creus.
Realitza un combat a Salamanca l'any 2002. Aquest combat, s'anuncia inicialment com la disputa del títol d'Espanya, però per altres qüestions s'acaba anul·lant com a defensa del títol espanyol. Encara que no tingués títol, el combat si es disputaria. El promotor José Luis Souza va mantenir en actiu l'event i va promoure el combat entre José María Guerrero i Xavi Moya. El boxejador Xavi Moya va estar tutelat pel famós promotor Don King. La vetllada es va celebrar al maig de 2002. El combat es celebraria a 10 assalts. Després d'un combat molt igualat els jutges van decretar empat tècnic.
Subcampió de la Unió Europea (EBU) en 2003 contra Mario Veit.
Dos anys després, el 2005, disputa el títol de Campió d'Espanya en pes supermedi contra Toni López . La vetllada la retransmet Eurosport a través de Canal+ amb la veu de l'esdeveniment a càrrec del locutor Emilio Marquiegui . Combat que guanya i dedica la victòria al seu pare, José Guerrero León, mort l'any 1996.
En l'any 2005, l'ajuntament de Ripollet celebra una vetllada en homenatge a Poli Díaz en el Pavelló Joan Creus de Ripollet. En aquest acte hi participa José María Guerrero. També, en 2005, Guerrero fa un anunci: es retira de la boxa.
Durant 4 anys no trepitja un ring de manera professional, pero Guerrero es torna a calçar els guants i reapareix en la disputa pel títol del Campionat de Catalunya en pes supermitja contra Juan Carlos Muntaner. Combat que guanya i això l'impulsa a reprendre la seva carrera boxística.
Gener de 2012. Realitza un combat contra l'alemany Juergen Braehmer i sofreix una terrible lesió. El metge detè el combat i dona guanyador a l'alemany.
Quatre mesos després, no recuperat del tot, li sorgeix de nou l'oportunitat de disputar el campionat de la Unió Europea (EBU) contra el boxador italià Mouhamed Ali Ndiaye. Combat que finalment perd.
Després de les dues últimes derrotes, en 2012, es retira definitivamente com a boxejador de la boxa professional, però la seva trajectòria pugilística no finalitza aquí. Obre un gimnàs de boxa a Ripollet, Zona de combate, i acconsegueix la certificació oficial de la AIBA: Tècnic 1 estrella AIBA. Col·labora esporàdicament com a entrenador en la Federació Espanyola de Boxa.

## Palmarès

### Com a boxador
- Campió Boxam Catalunya (1993)
- Campió Boxam Torrevieja (1994)
- Campió Triangular Tunísia (1995)
- Campió del Món Hispà (2000)
- Subcampió de la Unió Europa (EBU) (2003)
- Campió d'Espanya pes supermitja (2005)
- Subcampió de la Unió Europa (EBU) (2012)

### Com a entrenador
- Tècnic A.I.B.A. 1 Estrella (2014)

## Combats de boxa
| Fecha      | Oponente                 | Lugar                                     | Resultado | Tipo | Asaltos |
| ---------- | ------------------------ | ----------------------------------------- | --------- | ---- | ------- |
| 26/05/2012 | Mouhamed Ali Ndiaye      | Palazzetto dello Sport, Quartu Sant'Elena | Derrota   | RTD  | 12/20   |
| 28/01/2012 | Juergen Braehmer         | Grand Elysée, Rotherbaum                  | Derrota   | TKO  | 08/20   |
| 15/07/2011 | Marcos Munoz             | Pabellón Municipal Joan Creus, Ripollet   | Victoria  | UD   | 06/20   |
| 25/03/2011 | Blas Miguel Martinez     | Pabellón Municipal Joan Creus, Ripollet   | Victoria  | DQ   | 08/20   |
| 30/04/2010 | Juan Nelongo             | Pabellón Municipal Joan Creus, Ripollet   | Victoria  | TD   | 08/20   |
| 22/05/2009 | Juan Carlos Muntane      | Pabellón Municipal Joan Creus, Ripollet   | Victoria  | UD   | 08/20   |
| 15/07/2005 | Mamuka Khutuashvili      | Pabellón Municipal Joan Creus, Ripollet   | Derrota   | TKO  | 06/20   |
| 20/05/2005 | Toni Lopez               | Pabellón Municipal Joan Creus, Ripollet   | Victoria  | TKO  | 10/20   |
| 18/02/2005 | Oliver Tchinda           | Pabellón Municipal Joan Creus, Ripollet   | Victoria  | PTS  | 06/20   |
| 26/11/2004 | Hristo Georgiev          | Pabellón Municipal Joan Creus, Ripollet   | Victoria  | TKO  | 06/20   |
| 01/10/2004 | Oliver Tchinda           | Pabellón Municipal Joan Creus, Ripollet   | Victoria  | TD   | 06/20   |
| 12/09/2003 | Paata Kikushvili         | Plaza de Toros La Cubierta, Leganes       | Victoria  | TKO  | 06/20   |
| 20/06/2003 | Michel Noto              | Saint-Quentin                             | Victoria  | UD   | 06/20   |
| 26/04/2003 | Mario Veit               | Sport and Congress Center, Schwerin       | Derrota   | UD   | 10/20   |
| 24/05/2002 | Xavier Moya              | Salamanca                                 | Nulo      | PTS  | 10/20   |
| 12/04/2002 | Thabiso Mogale           | Ponferrada                                | Victoria  | PTS  | 06/20   |
| 08/03/2002 | Francisco Lares          | Zamora                                    | Victoria  | PTS  | 06/20   |
| 07/07/2001 | Sidney Mxolisi Msutu     | Maritim Hotel, Magdeburg                  | Victoria  | UD   | 08/20   |
| 16/03/2001 | Saul Torres              | Pabellón Municipal Joan Creus, Ripollet   | Victoria  | KO   | 2/?     |
| 10/11/2000 | Ricardo Simarra          | Pabellón Municipal Joan Creus, Ripollet   | Victoria  | KO   | 12/20   |
| 28/07/2000 | Jairo Jesus Siris        | Pabellón Municipal Joan Creus, Ripollet   | Victoria  | PTS  | 08/20   |
| 24/03/2000 | Alban Girouard           | Leganés                                   | Victoria  | PTS  | 08/20   |
| 11/02/2000 | Rafael Arias             | Palacio de los Deportes, Barcelona        | Victoria  | TKO  | 08/20   |
| 14/01/2000 | Nenad Stankovic          | Pabellón Municipal Joan Creus, Ripollet   | Victoria  | TKO  | 08/20   |
| 11/12/1999 | Carlos Rocha             | Pabellón Municipal Joan Creus, Ripollet   | Victoria  | TKO  | 3/?     |
| 16/10/1999 | Antonio Campbell         | Pabellón Municipal Joan Creus, Ripollet   | Victoria  | PTS  | 06/20   |
| 23/07/1999 | Octavian Stoica          | Sala Chasis, Mataro                       | Victoria  | PTS  | 06/20   |
| 14/05/1999 | Jan Matta                | Plaza de Toros La Cubierta, Leganés       | Victoria  | TKO  | 5/?     |
| 30/04/1999 | Uwe Lorch                | Pabellón Príncipe Felipe, Ciudad Real     | Victoria  | PTS  | 06/20   |
| 19/03/1999 | Norbert Miklos           | Pabellón de la Mar Bella, Barcelona       | Victoria  | PTS  | 06/20   |
| 05/03/1999 | Florin Constandache Ilie | Madrid                                    | Victoria  | KO   | 06/20   |
| 08/05/1998 | Waldemar Barta           | Pabellón Municipal Joan Creus, Ripollet   | Victoria  | PTS  | 06/20   |
| 06/03/1998 | Pedro Lopez Ferreira     | Pabellón Municipal Joan Creus, Ripollet   | Victoria  | TKO  | 04/20   |
| 28/11/1997 | Marcos Muñoz             | Pabellón Municipal Joan Creus, Ripollet   | Victoria  | PTS  | 04/20   |